# Casa de Dlamini
La Casa de Dlamini es la casa real del Reino de Esuatini. Su jefe es Mswati III, monarca reinante. Sus miembros más predominantes son el rey y la Indovuzaki, la reina Ntombi.
Los reyes suazi practican la poligamia, como los Nguni. Por lo tanto, tienen numerosas esposas e hijos.

## Reseña histórica
La dinastía Dlamini se remonta a un jefe Dlamini I (también conocido como Matalatala), quien se dice que emigró con el pueblo suazi desde el África oriental a través de Tanzania y Mozambique. Ngwane III, sin embargo, a menudo se considera el primer rey de la Esuatini moderna, que gobernó desde 1745 hasta 1780.
En los primeros años de la dinastía Dlamini, el pueblo y el país en el que residían se llamaba Ngwane, en honor a Ngwane III.
A principios del siglo XIX, el centro de poder de Dlamini se trasladó a la parte central de Esuatini, conocido como el valle de Ezulwini. Esto ocurrió durante el gobierno de Sobhuza I. En el sur del país (hoy Shiselweni), las tensiones entre los Ngwane y los Ndwandwe provocaron conflictos armados. Para escapar de este conflicto, Sobhuza trasladó su capital real a Zombodze. En este proceso, conquistó a muchos de los primeros habitantes del país, incorporándolos así bajo su gobierno. Más tarde, Sobhuza pudo evitar estratégicamente el conflicto con el poderoso Reino zulú que ahora gobernaba en el sur del río Pongola. La dinastía Dlamini creció en fuerza y gobernó sobre un gran país que abarca todo el actual Esuatini durante este tiempo.  

## Familia real

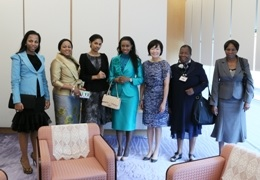
Algunas de las esposas del rey se reunieron con la primera dama japonesa en 2013.

La familia real incluye, pero no se limita estrictamente a, el rey, la reina madre, las esposas del rey (emakhosikati), los hijos del rey, así como los hermanos del rey, los medios hermanos del rey y sus familias. Debido a la práctica de la poligamia, el número de personas que se pueden contar como miembros de la familia real es relativamente grande. Por ejemplo, se cree que el rey Mswati III tiene más de 200 hermanos y hermanas.
Los miembros de la familia real, incluido el propio rey, a menudo han provocado controversias internas e internacionales. El rey y su familia han sido criticados por su gasto en un país con altas tasas de pobreza. Los informes afirman que la gran cantidad de cónyuges e hijos del rey "ocupan una gran parte del presupuesto [nacional]"  y que "la familia real parece vivir en su propio mundo que no se ve afectado por las luchas del país". .
La residencia oficial actual de la familia real es el Palacio Ludzindzini en Lobamba, existen otros palacios reales para las reinas consortes. Ha recibido críticas por sus hábitos de gasto "lujosos". 